# Dag Heward-Mills
Pour les articles homonymes, voir Heward et Mills.
Dag Heward-Mills, né le 14 mai 1963 à Londres, est un chef religieux ghanéen résidant à Accra, au Ghana. 
Il est le fondateur et l'évêque président des confessions unies originaires du Lighthouse Group of Churches. Médecin de formation, il est également le fondateur du centre de formation biblique et ministériel Anagkazo au Ghana.

## Biographie

### Enfance et éducation
Dag Heward-Mills est né le 14 mai 1963 à Londres de ses parents, Elizabeth (d'origine suisse) et Nathaniel Heward-Mills. Ils ont déménagé au Ghana où il a fréquenté l'école Achimota. Il obtient son diplôme en médecine à la faculté de médecine de l'université du Ghana en 1989.

### Carrière
Son église commence avec une communauté de cinq personnes en 1985 dans une cantine. En 1991, l'Église avait acheté un théâtre local à Korle-Gonno.
Heward-Mills a fondé la campagne Healing Jesus dans le but d'atteindre 100 millions d'âmes pour le Christ, ce qui en fait l'une des plus grandes croisades évangéliques au monde.
Il a fondé le Centre de formation biblique et ministériel Anagkazo (ABMTC) pour former des hommes et des femmes au travail pratique du ministère. Ce campus a été construit pour prêcher la parole de Dieu de telle manière que ceux qui y viennent aient plus de foi et croient  davantage en leur appel et en l'Évangile de Jésus-Christ.
Ce campus est situé dans les montagnes d'Akuapim et est l'un des plus grands campus privés du pays.
En 2011, Heward-Mills est devenu pasteur de la First Love Church, qui a ensuite été rebaptisée par ce dernier en 2020 en Organisation unie des Églises du Premier Amour dans 190 pays (UO-FLC 190).
Dag a siégé au conseil d'administration de Church Growth International et au comité exécutif de la Pentecostal World Fellowship.

## Publications
- Loyauté et Déloyauté (dix[réf. nécessaire] titres)[8]
  - La Méga-Église.
  - L'Art du leadership
  - L'Art d'entendre
  - Le Mariage modèle
  - Le Pardon rendu facile
  - Pourquoi les chrétiens qui ne paient pas la dîme deviennent pauvres...
  - Comment naître de nouveau et éviter l'enfer
  - Perdre, souffrir, sacrifier et mourir
  - Connaissez vos ennemis invisibles et battez-les[9]

## Reconnaissance
En janvier 2023, Dag Heward-Mills a été reconnu et classé parmi les 100 Africains les plus réputés par Reputation Poll International,.

## Voir également
- Phare Chapelle Internationale